# Alto do Guarda-Sol
O Alto do Guarda-Sol é uma elevação portuguesa localizada na freguesia açoriana do Capelo, concelho da Horta, ilha do Faial, arquipélago dos Açores.
Este acidente geológico encontra-se geograficamente localizado junto ao Vulcão central da ilha do Faial que se eleva a 1043 metros de altitude acima do nível do mar e é um dos marco a estabelecer a fronteira da Reserva Natural da Caldeira do Faial que criada pelo Decreto Lei n.º 78/72, de 7 de Março, ao abrigo da Lei n.º, 9/70, de 19 de Junho, do Governo Regional dos Açores.
Esta formação geológica localizada a 999 metros de altitude acima do nível do mar apresenta escorrimento pluvial para a costa marítima e é povoada por uma rica flora endémica da Macaronésia, onde se destaca a Daboecia azorica, e a Juniperus brevifolia.